# Neofaculta
Neofaculta (лат.) — род выемчатокрылых молей подсемейства Dichomeridinae из семейства Gelechiidae.

## Распространение
Встречаются в Палеарктике (Европа, Россия, Сибирь, Малая Азия, Ближний Восток), Южной Африке и Северной Америке.

## Описание
Среднего размера молевидные бабочки. Размах передних крыльев  1—2 см. От близких родов отличаются строением гениталий: у самцов округлые паратегминальные склериты, лопастевидные саккулусы, нерасширенные кукулуссы (одинаковой ширины на всём протяжении), эдеагус со спирально завернутой вершиной. В покое сидят с высоко поднятой головой и прижатыми вдоль спины усиками, крылья сложены плоско. На голове находится плотный слой прилегающих чешуек, иногда в видже хохолка над глазами. Передние крылья ланцетовидные с округлой вершиной.
- Гусеница Neofaculta ericetella
- Имаго Neofaculta ericetella

## Классификация
Около 5 видов. Включён в состав трибы Chelariini. Валидный статус рода подтверждён в ходе ревизии, проведённой в 2009 году российским лепидоптерологом Маргаритой Геннадьевной Пономаренко (Биолого-почвенный институт ДВО РАН, Владивосток, Россия).
- Neofaculta confidella (Rebel, 1936) (Ирак, Сирия, Турция)
- Neofaculta ericetella (Европа, Малая Азия)
- Neofaculta taigana Ponomarenko, 1998 (Приморский край, Россия)
- Neofaculta infernella (Herrich-Schäffer, 1854) (Европа, Северная Америка)

### Бывшие виды
- Neofaculta quinquemaculella (Bruand, 1859) (Европа, Малая Азия)